# نبرد سینت‌ها: گت بیرون از جهنم
نبرد سینت‌ها: گت بیرون از جهنم (انگلیسی: Saints Row: Gat out of Hell) یک بازی ویدئویی در سبک اکشن-ماجراجویی جهان باز است که توسط دیپ سیلور و در سال ۲۰۱۵ برای پلت‌فرم‌های پلی‌استیشن ۳، پلی‌استیشن ۴، مایکروسافت ویندوز، لینوکس، اکس‌باکس ۳۶۰ و اکس‌باکس وان منتشر شده‌است.